# Lale Andersen
Lale Andersen (Bremerhaven, 23 marzo 1905 – Vienna, 29 agosto 1972) è stata una cantante tedesca che ottenne fama internazionale lanciando Lili Marleen, una canzone popolarissima durante gli anni della seconda guerra mondiale.

## Biografia

### Gli esordi
Lieselotte Helene Berta Bunnenberg, vero nome di Lale Andersen, sposò nel 1922, a soli 17 anni, il modesto pittore Paul Ernst Wilke (1894 - 1971) ed ebbe tre figli, Björn, Carmen-Litta e Michael. Fu poco dopo la nascita di quest'ultimo figlio che il matrimonio si ruppe: affidati i figli alla sorella Thekla e al fratello Helmut, nell'ottobre del 1929 Lale si trasferì a Berlino per studiare canto nel Deutsches Theater.
Ottenuto il divorzio nel 1931, cominciò a esibirsi nei cabaret berlinesi – a volte usando il nome d'arte Lieselotte Wilke - e dal 1933 al 1937 lavorò nello Schauspielhaus di Zurigo, dove conobbe Rolf Liebermann il quale fu a lungo suo intimo amico. Nel 1938 Lale fu a Monaco di Baviera nel cabaret Simpl e poco dopo nel prestigioso Kabarett der Komiker di Berlino.

### Lili Marleen

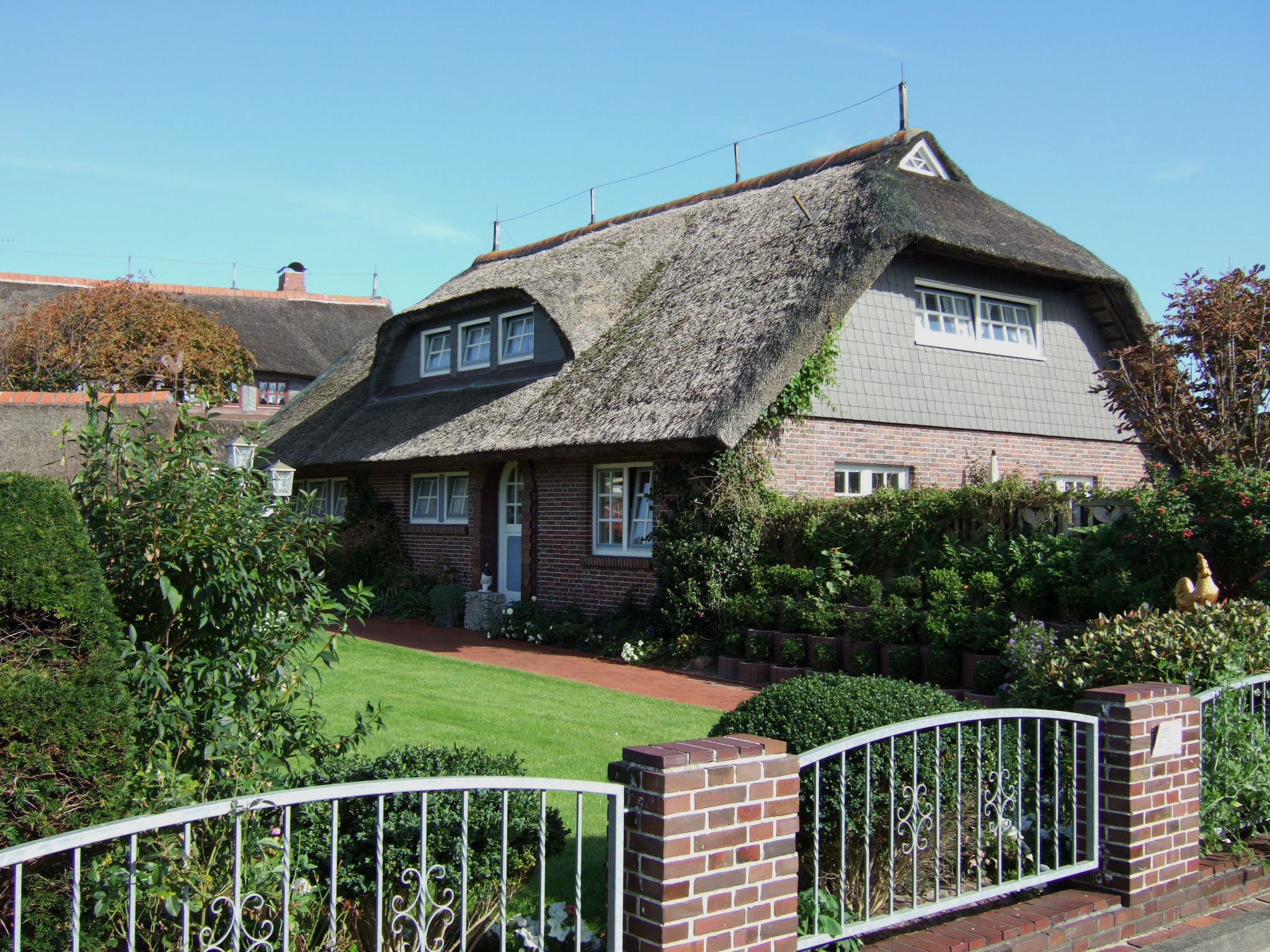
La casa di Lale Andersen a Langeoog

Nel Kabarett der Komiker conobbe il musicista Norbert Schultze, che aveva appena composto Lili Marleen. Nel 1939 Lale registrò la canzone, che ottenne un successo internazionale quando fu mandata in onda nel 1941 dalla Soldatensender Belgrad, la stazione radio delle forze armate tedesche di occupazione della Iugoslavia che trasmetteva da Belgrado. Lili Marleen fu subito popolarissima fra le truppe tedesche al fronte e presto lo divenne in tutta Europa.
Ma i dirigenti nazisti la considerarono una deplorevole canzone disfattista e antimilitarista che parlava di un amore triste e del desiderio di un soldato di lasciare il fronte per tornare dall'amata e il ministro della propaganda Joseph Goebbels ne proibì la diffusione: a Lale fu impedito per nove mesi di esibirsi in pubblico, non solo a causa della canzone, ma anche per il suo legame con l'ebreo Rolf Liebermann e la conoscenza di altri artisti ebrei di Zurigo. Per questo motivo, come chiarirono le testimonianze raccolte durante il processo contro i collaborazionisti svolto nel dopoguerra, l'Andersen tentò il suicidio con i barbiturici e per quasi un mese le sue condizioni di salute furono critiche. Radio Londra in quei giorni diffuse la notizia imprecisa della imminente morte dell'artista rinchiusa in un lager. Poté tornare a esibirsi in pubblico a condizione di non cantare Lili Marleen. Nel resto degli anni di guerra, Lale Andersen fece alcune apparizioni in film di propaganda, cantando anche in inglese. Con la fine della guerra, Lale si ritirò a Langeoog, una piccola isola del Mare del Nord.

### Il dopoguerra
Per diversi anni Lale Andersen non comparve sulle scene; nel 1949 sposò il compositore svizzero Artur Beul. 
Il ritorno alla ribalta si ebbe nel 1952, con la canzone Die blaue Nacht am Hafen (La notte blu nel porto) della quale scrisse le parole - del resto lei scrisse spesso i testi delle canzoni che cantava, usando generalmente lo pseudonimo di Nicola Wilke - ed ottenne un altro grande successo nel 1959 con Ein Schiff wird kommen (Una nave verrà), versione tedesca della canzone I ragazzi del Pireo tratta dal film Mai di domenica dove era cantata da Melina Merkouri, che raggiunge nel 1960 la prima posizione in Germania per dieci settimane. 
Entrambe le canzoni le fecero vincere "un disco d'oro" in Germania.

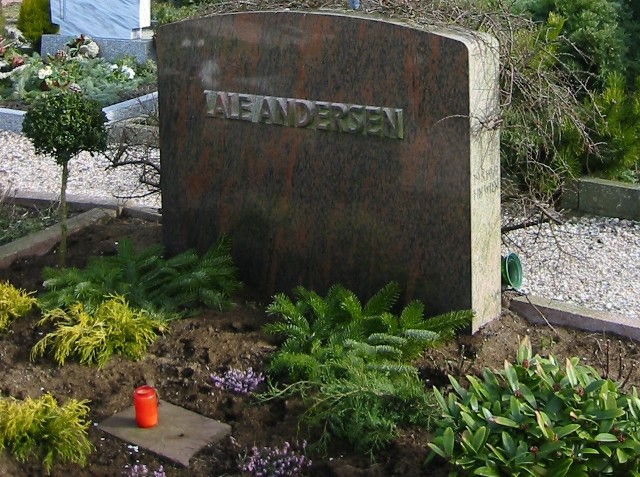
La tomba di Lale Andersen

Nel 1961 rappresentò il suo paese al Festival della Canzone Europea, trasmesso in Eurovisione, con la canzone Einmal sehen wir uns wieder (Un giorno ci rivedremo), che ottenne soltanto il 13º posto. Negli anni Sessanta fece lunghe tournée in Europa, negli Stati Uniti e in Canada, fino all'addio alle scene nel tour Goodbye memories nel 1967. Nel 1969 pubblicò il libro Wie werde ich Haifisch? Ein heiterer Ratgeber für alle, die Schlager singen, texten oder komponieren wollen (Come divenni uno squalo? Una allegra guida per tutti quelli che vogliano cantare canzoni, scrivere testi o comporre musica), e nel 1972, poche settimane prima della morte, uscì l'autobiografia Der Himmel hat viele Farben (Il cielo ha tanti colori) che in Germania divenne subito un best seller, a testimonianza della grande popolarità di cui la Andersen ancora godeva.
Lale Andersen morì d'infarto a Vienna all'età di 67 anni. La sua tomba è nel piccolo cimitero di Langeoog.